# 玉名市立梅林小学校
玉名市立梅林小学校（たまなしりつ ばいりんしょうがっこう）は、かつて熊本県玉名市安楽寺にあった公立の小学校。
2018年（平成30年）3月末をもって閉校し、「玉名市立玉陵小学校」に統合された。

## 概要
歴史
1887年（明治20年）に創立。2018年（平成30年）に閉校し、131年の歴史に幕を下ろした。
校訓
「正しく、強く、温かく」
校章
校名にちなみ梅の花弁を背景にして、中央に「小」の文字を配している。
校歌
作詞は荒木勝平、作曲は古城秀雄、編曲は蒲地秩による。歌詞は4番まであり、2番の歌詞中に校名の「梅林」が登場する。
通学区域
玉名市のうち「城下、高城、逆川、田中、井尻、秋丸、平野、唐平、石原、染山、上村、蓑田、生見、舟島、上津留、下津留」であった。中学校区は玉名市立玉陵中学校であった。

## 沿革
前史
- 1873年（明治6年）～1874年（明治7年）までの間 - 「和田小学校」（後に「津留小学校」）が創立。
- 1874年（明治7年） - 「下村小学校」が創立。
- 1876年（明治9年）～1879年（明治12年）までの間 - 「安楽寺小学校」が創立。

正史
- 1887年（明治20年）1月 - 小学校令施行により、3校（下村・安楽寺・津留）が統合し「梅林小学簡易科教場」（簡易小学校）となる。奥野分校を設置。
- 1889年（明治22年）4月1日 - 町村制施行により、玉名郡3村（下・津留・安楽寺）が合併の上、「梅林村」が発足。
- 1890年（明治23年）- 尋常科（4年制）を設置の上、「尋常梅林小学校」に改称。
- 1892年（明治25年）-「梅林尋常小学校」（尋常科4年）に改称
- 1905年（明治38年）4月 - 高等科（2年制）を併置の上、「梅林尋常高等小学校」（尋常科4年・高等科2年）に改称。
- 1908年（明治41年）4月 - 改正小学校令により、尋常科（義務教育年限）が4年制から6年制に改められる。従来の高等科1・2年が尋常科5・6年に改められるため、高等科を廃止し「梅林尋常小学校」（尋常科6年）に改称。
- 1910年（明治43年）4月 - 高等科（2年制）を併置の上、「梅林尋常高等小学校」（尋常科6年・高等科2年）に改称。
- 1941年（昭和16年）4月1日 - 国民学校令施行により、「玉名郡梅林村梅林国民学校」に改称。尋常科を初等科に改める。
- 1947年（昭和22年）4月1日 - 学制改革が行われる（六・三制の実施）。
  - 国民学校初等科は、新制小学校「梅林村小田村組合立 梅林小学校」に改組・改称（小田国民学校初等科を統合）。
  - 国民学校高等科は青年学校普通科とともに、新制中学校「梅林村小田村組合立 小田中学校」に統合。
- 1954年（昭和29年）4月1日 - 3町9村の合併により「玉名市」が発足。「玉名市立梅林小学校」（最終名）に改称。
- 1958年（昭和33年）4月1日
  - 奥野分校が分離の上、玉名市立小田小学校として独立。
  - 中学校の統合により、中学校区が玉名市立玉陵中学校に変更となる。

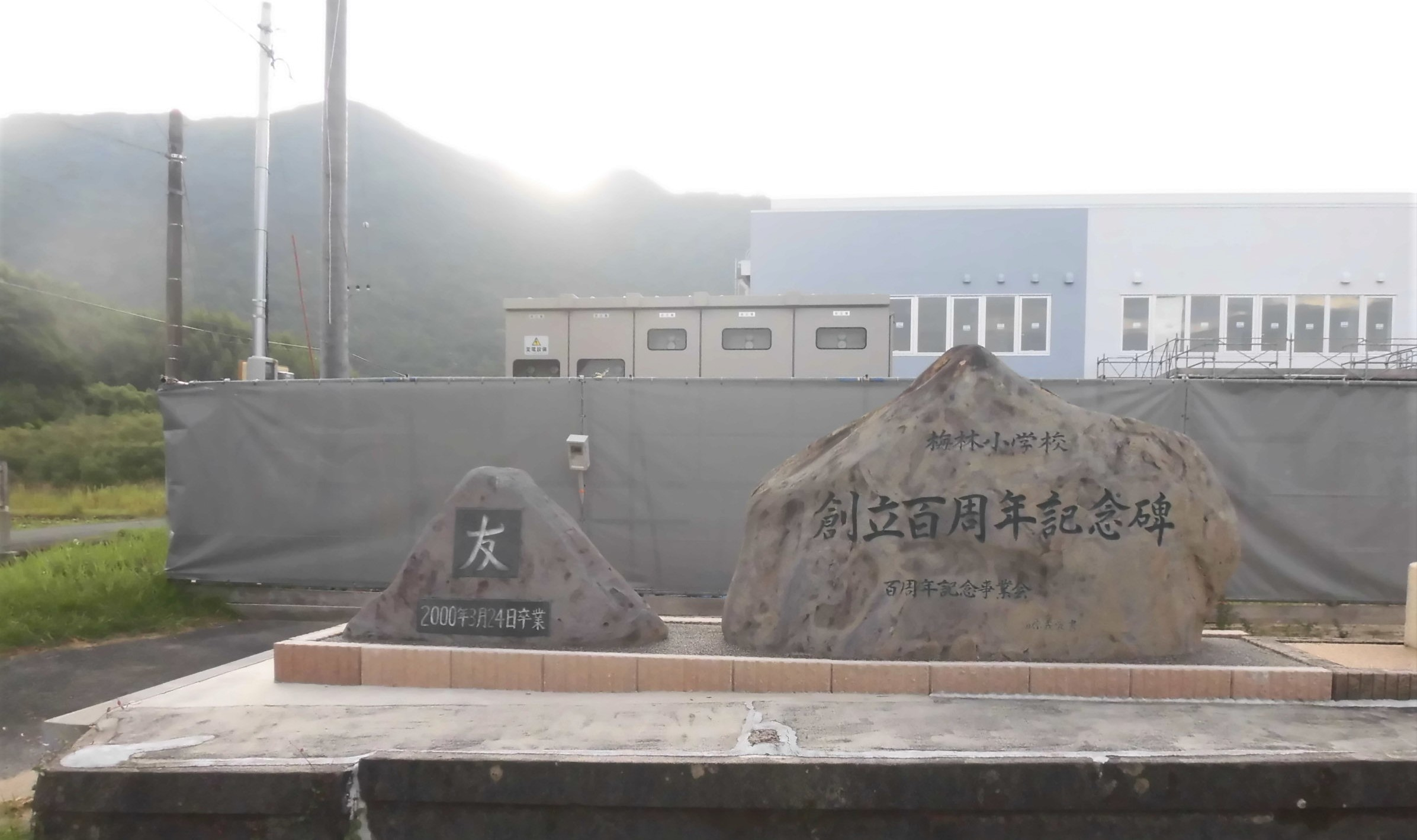
創立100周年記念碑等

- 2008年（平成20年）4月 - 2学期制を導入。
- 2018年（平成30年）
  - 3月31日 - 統合のため閉校。131年の歴史に幕を閉じた。
  - 4月1日 - 玉名市立小学校6校（石貫・梅林・小田・玉名・月瀬・三ツ川）が統合し、「玉名市立玉陵小学校」が新設される。校地・校舎は玉名市立玉陵中学校に併設され、「玉陵学園」として小中一貫教育を開始した。
  - 梅林小学校の校舎等は解体の上、跡地は「カンケンテクノ熊本工場」となっている[3]。

## 交通アクセス
最寄りの鉄道駅
- JR九州 九州新幹線「新玉名駅」

最寄りのバス停留所
- 九州産交バス「玉名橋」停留所・「田崎」停留所

最寄りの幹線道路
- 熊本県道302号稲佐津留玉名線・熊本県道309号瀬川玉東線

## 周辺
- 梅林児童公園
- 安楽寺
- 福蔵寺